# 巴尔德马卢克
巴尔德马卢克，是西班牙卡斯蒂利亚-莱昂索里亚省的一个市镇。总面积63平方公里，总人口266人（2001年），人口密度4人/平方公里。